# The Art of Dying
The Art of Dying ist das vierte Studioalbum der US-amerikanischen Thrash-Metal-Band Death Angel. Es wurde am 4. Mai 2004 bei Nuclear Blast veröffentlicht. Das Album erschien auch als Digipak-Version. Es ist dem verstorbenen George W. Galeon gewidmet.

## Entstehung und Stil
Death Angel spielt auf ihrem Comeback-Album meist schnellen, jedoch vergleichsweise melodischen Thrash Metal, der mit den drei Titeln, bei denen Gitarrist Rob Cavestany, Bassist Dennis Pepa und Schlagzeuger Andy Galeon jeweils für einen Song den Leadgesang übernehmen, ein wenig an die Werke des Death-Angel-Ablegers und zwischenzeitlichen Nachfolgeband The Organisation erinnert. Die Gruppe spielte das Album, das von Brian Joseph Dobbs gemeinsam mit der Band produziert wurde, im Studio San Francisco Soundworks in San Francisco, Kalifornien ein. Gemastert wurde es von David Collins. Gitarrist Rob Cavestany sagte zum Albumtitel:

„Das war tatsächlich eine Idee, die (Drummer Andy) Galeon beisteuerte. Er hatte zu dieser Zeit ein Interview mit Bruce Lee gesehen, und dieser sprach über diese Philosophie, die er aus dem tibetischen Totenbuch (auch Bardo Thödröl) gewonnen hatte. Er beschrieb die Passage über den Pfad, den du in deinem Leben wählst und die Art, wie du dein Leben als eine Kunst zu sterben lebst. Wobei, wenn du auf eine morbide Art und Weise lebst, als ob du nur langsam aber sicher auf deinem Weg zu deinem Tod bist, wird jeder Tag, den du auf Erden bist, nun, zu einer Kunst des Sterbens. Manchmal ist es nur die Art, wie du dein Leben behandelst, die dein Schicksal bestimmt.“

## Rezeption
Allmusic.com gab dem Album vier von fünf Sternen. Eduard Rivadavia schrieb: „The Art of Dying, even while bypassing the often Byzantine arrangements heard on the group’s first two albums, manages to maintain the songwriting focus of their third (and heretofore last) effort, Act III, while arguably providing a better all-around thrash experience than the latter. “ Das Album konnte sich nicht in den Charts platzieren.

## Titelliste
| Nr. | Titel                | Autor(en)                           | Länge |
| --- | -------------------- | ----------------------------------- | ----- |
| 1.  | Intro                |                                     | 0:34  |
| 2.  | Thrown to the Wolves | Rob Cavestany                       | 6:55  |
| 3.  | 5 Steps of Freedom   | Cavestany, Andy Galeon, Dennis Pepa | 4:47  |
| 4.  | Thicker Than Blood   | Cavestany, Mark Osegueda            | 3:44  |
| 5.  | The Devil Incarnate  | Cavestany, Pepa                     | 6:07  |
| 6.  | Famine               | Cavestany, Galeon, Pepa             | 4:31  |
| 7.  | Prophecy             | Cavestany, Galeon                   | 5:11  |
| 8.  | No                   | Cavestany, Osegueda                 | 3:25  |
| 9.  | Spirit               | Galeon                              | 6:24  |
| 10. | Land of Blood        | Cavestany, Galeon, Pepa             | 3:39  |
| 11. | Never Me             | Cavestany, Osegueda                 | 5:17  |
| 12. | Word to the Wise     | Cavestany                           | 4:56  |